# De rosse reus
De rosse reus is het honderddrieënveertigste stripverhaal uit de reeks van Suske en Wiske. Het is geschreven en getekend door Paul Geerts. 
Het werd gepubliceerd in De Standaard en Het Nieuwsblad van 17 april 1981 tot en met 29 augustus 1981. De eerste albumuitgave in de Vierkleurenreeks was in januari 1982, met nummer 186.

## Locaties
- Noord-Zweden, Stockholm, Malmö

## Personages
- Suske, Wiske met Schanulleke, tante Sidonia, Lambik, Jerom, professor Barabas, professor Alexander Sik, zwerver, vuilnismannen, mensen bij veiling, dokter, Lap, Stafke (reus) en zijn vrouw Freda en baby Bleitsmöl

## Uitvindingen
- De tastoscoop, de gyronef, een raket

## Het verhaal
Lambik komt tante Sidonia tegen in de stad en hoort dat zij nog een knoop moet kopen, als hij even later bij een faillissementsverkoop een reuzenknoop geveild ziet worden wil hij het ding voor tante Sidonia kopen. Er komt nog een andere man die per se de knoop van Lambik wil kopen, maar Lambik wil de knoop voor zichzelf en verrast tante Sidonia ermee. Tante Sidonia vindt het erg grappig. De vrienden kijken naar Dallas op tv. 
‘s Nachts wordt er ingebroken. De inbreker blijkt Alexander Sik te zijn, professor in de speciale wetenschappen. Alexander wil de knoop voor zijn onderzoek, maar wordt door Lambik weggestuurd. Professor Barabas komt net terug van het congres van het World Giants life Fund in Stockholm en de vrienden komen naar zijn huis met de knoop. De professor schrikt enorm en vertelt dat hij op het congres heeft gehoord dat reuzen bestaan, maar wel met uitsterven bedreigd worden. Professor Barabas laat zijn nieuwste uitvinding zien aan zijn vrienden, de tastoscoop, en hij onderzoekt de knoop. De knoop komt uit een bosrijk gebied in Noord-Zweden, als er wordt aangebeld verschijnt professor Alexander. Professor Barabas en Alexander waren de enige geleerden die in het bestaan van reuzen geloofden op het congres, maar de professoren zijn het niet eens met de manier van onderzoek erna. Professor Barabas sluit een weddenschap met Alexander dat hij het bestaan van reuzen als eerste zal bewijzen, maar Alexander geeft hem een verdovingsmiddel en professor Barabas raakt in coma en moet naar het ziekenhuis gebracht worden. Tante Sidonia blijft achter bij professor Barabas en de vrienden gaan naar Zweden met de gyronef nadat ze professor Alexander op tv hebben gezien. De gyronef moet een noodlanding maken in Malmö en Lambik ontdekt dat het toestel is gesaboteerd. De benzine is weggelopen en de vrienden zien een reclamebord van hun eigen strip, Finn och Fiffi, in Zweden. Het vliegtuig van professor Alexander vliegt over en de bevolking van Malmö herkent de helden van Suske en Wiske. De Zweedse fans helpen de gyronef repareren en al snel kunnen de vrienden verder vliegen.
De gyronef komt in een onweersstorm terecht en moet opnieuw een noodlanding maken, ditmaal landen de vrienden op een meer en de gyronef is ernstig stuk. Wiske roept tante Sidonia op, ze hebben onderdelen nodig voor de gyronef en tante Sidonia stuurt deze met een raket richting de vrienden. Suske en Wiske vinden een eland en bevrijden zijn gewei uit het struikgewas, de eland is dankbaar en brengt hen op zijn rug naar de karavaan van professor Alexander. De kinderen verstoppen zich in een kist, maar worden dan opgesloten en horen dat een Lap niet naar het gebied van de reus wil gaan. Hij wijst wel de plek en Suske en Wiske kunnen uit de kist ontsnappen en rijden met de eland het bos in. Dan zien de kinderen een enorme reus verschijnen en deze reus loopt in de schijnwerpers van professor Alexander en zijn mannen. De handlangers van Alexander vluchten en Suske en Wiske worden door de vluchtende mannen aangereden. De reus gaat er ook vandoor en wordt gevold door professor Alexander. Lambik en Jerom herstellen de gyronef en zien dan een eland aankomen, het dier heeft Schanulleke op het gewei en de mannen gaan op weg naar de kinderen. Tijdens de achtervolging van de reus komt Alexander in een ravijn terecht en hij vertelt dat hij spijt heeft van zijn daden en de vrienden laten hem gaan. De vrienden ontdekken een holle berg en deze gaat open, de reus verschijnt en stelt zich voor als Stafke. Jerom wil de reus geen hand geven, hij is jaloers omdat iedereen de reus zo sterk vindt. Stafke vertelt dat zijn vrouw Freda erg ziek is door het verlies van hun enige baby Bleitsmöl. De baby huilde erg veel en er verschenen meren en watervallen, de trollen vroegen de reuzen te vertrekken maar de reuzen wilden niet weg. De trollenhoofdman liet de baby ontvoeren en een natuurramp dwong de trollen de streek te verlaten. De baby werd onder de hoede van een witte beer in een hol onder de grond achtergelaten en de vrienden besluiten te helpen met de zoektocht naar dit hol. Jerom weigert te helpen en Lambik, Suske en Wiske komen al snel een trol tegen en volgen deze, maar de reus wordt neergeschoten en valt in het meer.
De reus kan niet zwemmen en Jerom komt dan toch te hulp en redt de reus, Lambik ontdekt een giftige pijl en Suske en Wiske gaan op zoek naar de trol. Suske en Wiske vinden de witte beer die pap kookt op een vuurtje en ze vangen het dier in een valkuil. Dan worden de kinderen beschoten door de trol de beer wordt door deze trol uit de kuil bevrijd. De kinderen vinden het hol van de beer en zien de baby Bleitsmöl, de trol wil met Wiske spelen en trekt haar in zijn wiegje. Lambik en Jerom worden ook door giftige pijlen geraakt, maar dan ontwaakt de reus en hij grijpt de trol. De trol zegt de reus dat zijn vrienden hem bedrogen hebben en dat zijn baby in Stockholm is, de reus verwoest het kamp en gaat met de trol richting Stockholm. Stafke heeft de gyronef niet vernield en de vrienden bevrijden de babytrol en achtervolgen de reus en de trol. Stafke valt de gyronef aan, maar dan brengt Jerom de baby naar hem toe en de reus ziet in dat ze hem toch niet hebben bedrogen. De trol wordt verslagen en het blijkt professor Alexander Sik te zijn, Jerom schopt hem hard en verwacht dat hij op de Himalaya terecht zal komen. Stafke gaat met Bleitsmöl terug naar de berg en als de baby huilt ontwaakt zijn moeder. Lambik geeft Freda haar knoop terug en de vrienden nemen Stafke mee naar huis. De gyronef wordt gevolgd door een straaljager en deze dwingt hen op de luchthaven van Stockholm te landen, ze hebben nog geen uitvoervergunning voor de reus. Dan komt de witte beer en vertelt dat Bleitsmöl zijn vader erg mist, de vrienden laten de reus naar huis terugkeren. Professor Barabas vertelt dat de hele pers klaar staat om de reus te ontvangen en een heel stadion vol mensen zit klaar om de reus te zien, als hij hoort dat de reus niet naar België komt stort hij in. Jerom wil het stadion vol mensen wel vermaken met zijn kunstjes.

## Achtergronden bij het verhaal
- Suske, Wiske en co kijken naar Dallas op tv. De persoon op het scherm is Larry Hagman in zijn rol als J.R. Ewing.
- Bleitsmöl is een woordspeling op het Vlaamse dialectwoord "bleitsmoel" (huilebalk).